# Point of Ayr

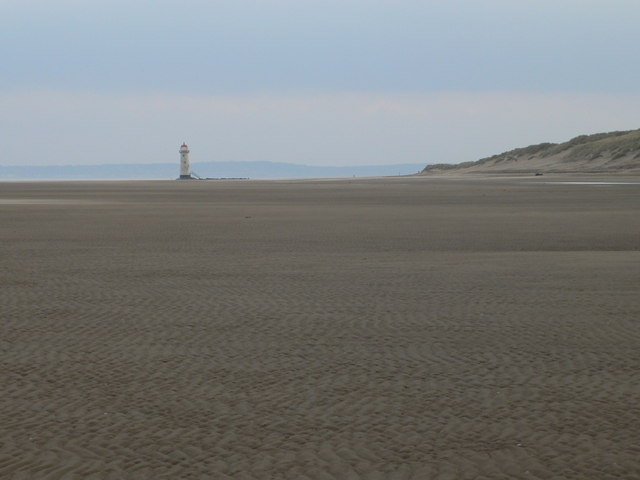
Point of Ayr bei Ebbe

Point of Ayr (walisisch: Y Parlwr Du) ist der Name des nördlichsten Punktes auf dem walisischen Festland. Er befindet sich direkt nördlich der Ortschaft Talacre in Flintshire, die nächste größere Stadt ist das etwa sechs Kilometer entfernte Prestatyn. Die Royal Society for the Protection of Birds stuft den Point of Ayr als Naturschutzgebiet ein, da dort Tausende Große Brachvögel, Austernfischer, Wanderfalken, Spießenten und Brandseeschwalben ihren Lebensraum haben.

## Steinkohlenbergbau
Am Point of Ayr wurden nacheinander insgesamt drei Gesellschaften zur Steinkohlenförderung gegründet, die erste als Prestatyn Coal Company im Jahr 1865. Nach zunächst erfolgreichen Probebohrungen erwies sich das Projekt als unrentabel und wurde rasch wieder aufgegeben. 1873 versuchte die Western Mostyn Colliery Company erneut, Kohle zu fördern, scheiterte jedoch wie die Prestatyn Coal Company zuvor.
Erst die im Jahr 1883 gegründete Point of Ayr Colliery Company hatte Erfolg und erreichte 1890 ein Kohleflöz. Schon bald wurde die Kohle mithilfe von 75 Grubenpferden an die Oberfläche befördert, 1896 arbeiteten bereits etwa 356 Menschen im Bergwerk. 1953 waren es circa 738 Arbeiter, die jährlich ungefähr 213.000 Tonnen Kohle abbauten. Die Mine wurde am 23. August 1996 geschlossen und vollständig abgerissen, sodass heute keine Überreste von ihr zu sehen sind.

## Leuchtturm
Im Jahr 1776 wurde unmittelbar nördlich von Talacre der Leuchtturm Point of Ayr Lighthouse errichtet. Er ist etwa 21 Meter hoch und hat zwei Leuchtfeuer, eins auf etwa 19 Metern (in Richtung Llandudno) und eins auf etwa 2,5 Metern Höhe (in Richtung Cheshire). Seit 1844 ist er nicht mehr in Betrieb. 1996 wurde der Leuchtturm restauriert, jedoch kann er nicht besichtigt werden.